# Interporto d'Abruzzo
L'Interporto d'Abruzzo è una struttura di scambio per trasporti intermodali ubicata nell'area di Manoppello, in provincia di Pescara, in Abruzzo. È situato direttamente sulla strada statale 5 Via Tiburtina Valeria in prossimità dell'aeroporto di Pescara e del porto di Ortona, e nel suo bacino d'utenza ricadono anche il porto di Pescara e il porto di Vasto ed è servito su ferro dalla stazione di Interporto d'Abruzzo situata lungo la ferrovia Roma-Pescara.
Dispone di un terminal ferroviario idoneo a formare e ricevere treni-merci, ed è dotato di servizi aggiuntivi come dogane, banche, aree ristoro, servizi di manutenzione per automezzi, aree di rimessaggio e custodia passiva dei mezzi pesanti, aree di servizio, global service e rent per mezzi di movimentazione, servizi di cernita e riparazione degli imballi, servizi di facility management, società di consulenza in formazione e progettazione logistica, software house specializzate in moduli WMS e TMS, venditori/distributori di hardware per sistemi Wi-Fi, VoIP, satellitari e sistemi di info-mobilità.
Ha un'area complessiva di 959000 m², divisa in area coperta di 88 500 e i restanti 480 000 come area scoperta.